# Isoérythrolyse néonatale féline

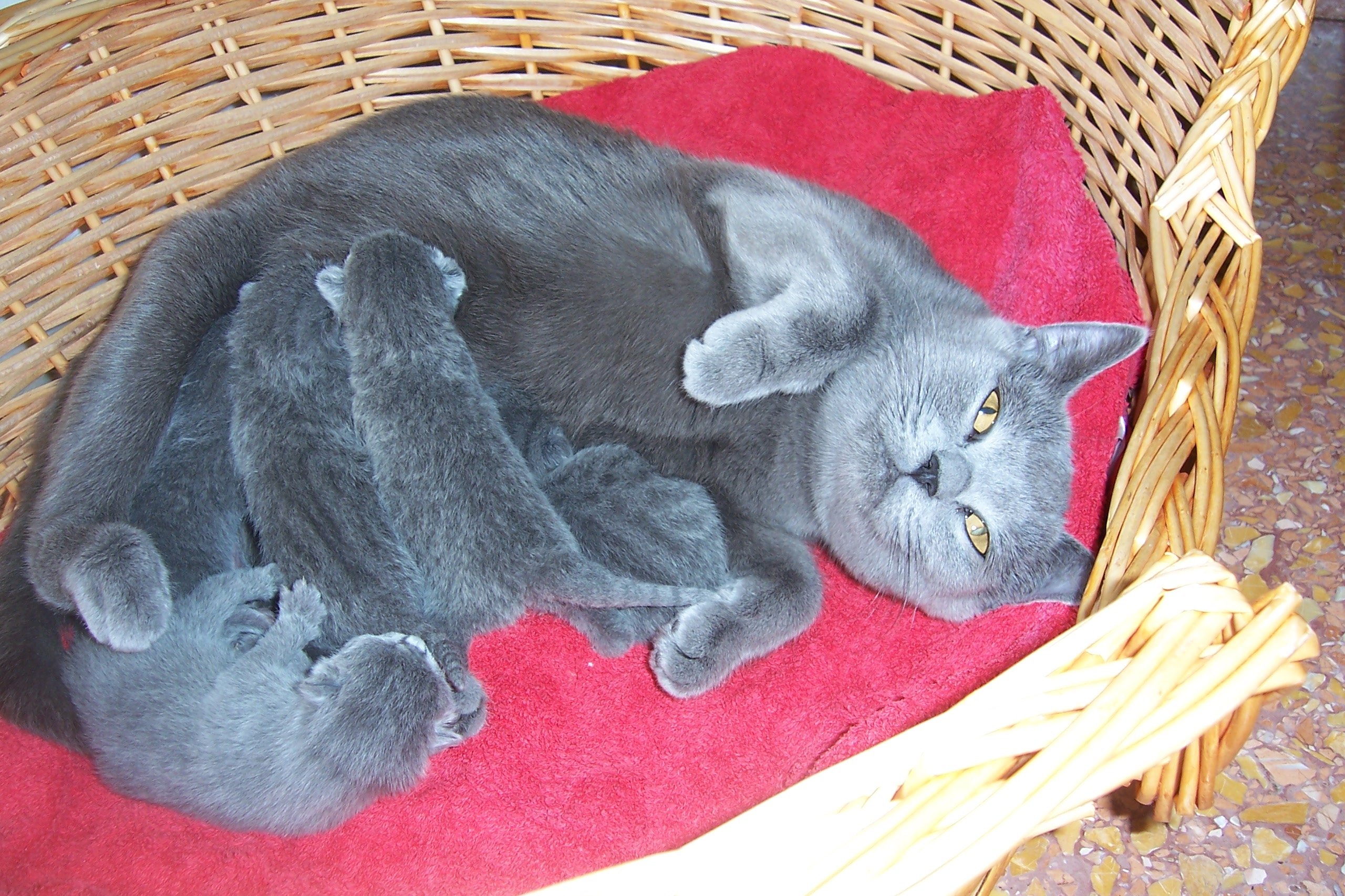
Les chatons de la race des chartreux – ici avec leur mère – sont particulièrement menacés par l'INF, suivis par les Devon rex et des British shorthair.

On appelle en médecine vétérinaire Isoérythrolyse néonatale féline (INF, en anglais : fading kitten syndrome) la destruction des globules rouges chez les chatons nouveau-nés après la prise de colostrum.
La cause en est une incompatibilité de groupe sanguin entre la mère et le chaton au moment de la naissance. Ceci peut survenir quand lors de la fécondation, le père présentait le groupe sanguin A, et la mère le groupe B. Les chatons issus de cette fécondation absorbent après leur naissance du colostrum avec des anticorps de la mère dirigés contre les globules rouges du groupe A. Chez les chatons de groupe A, ceci conduit à une anémie, à la perte du pigment rouge du sang, hémoglobine, par l'urine, phénomène appelé hémoglobinurie. En raison de l'importance des symptômes de la maladie, l'issue de l’INF est souvent mortelle pour le chaton.
L'INF survient chez les diverses races de chats avec une fréquence variable, selon la distribution des groupes A, B et AB dans la race. C'est la race des chartreux qui présente la plus haute prédisposition, avec environ 44 %. Chez d'autres races, comme les siamois, cette maladie est absente, en raison de la présence d'un seul groupe sanguin. Dans l'élevage des chats, on peut en principe éviter l'INF en connaissant le groupe sanguin des animaux reproducteurs de l'élevage, et y en faisant attention pour les accouplements.

## Distribution des groupes sanguins chez les chats
| Groupe | Combinaison (Génotype) |
| ------ | ---------------------- |
| A      | AA, A AB, Ab           |
| AB     | AB AB, AB b            |
| B      | bb                     |

Les chats possèdent un des trois groupes sanguins existants, que l’on désigne depuis 1981 selon un système de groupes AB. Dans ce système de groupes sanguins du chat, qui n'a pas de lien avec le système ABO des groupes sanguins chez l'homme, les trois groupes sanguins sont désignés par A, B et AB. Les groupes A et B sont formés par des allèles différents du gène au même lieu (locus) dans le génome,. Le groupe AB, très rare, n'a jusqu'à présent été trouvé que chez les races chez lesquelles apparaît aussi le groupe B. On ne sait pas encore définitivement actuellement si le groupe AB dépend d'un allèle spécifique du même locus.
Comme tous les animaux supérieurs, les chats sont diploïdes : chaque locus du génome est présent deux fois. L'héritage du groupe sanguin se fait selon les lois de Mendel. Le caractère correspondant au gène A est dominant par rapport à ceux des groupes B et AB. Le groupe AB est à son tour dominant par rapport au groupe B. Le groupe B est donc récessif. Par conséquent, chez les chats des deux sexes de groupe sanguin A ou AB, le groupe sanguin peut être homozygote ou hétérozygote, tandis que le groupe sanguin B est toujours homozygote. Si le chat est homozygote pour le groupe A (les deux gènes contiennent l'allèle A), son génotype sera noté en génétique par l’abréviation AA. S'il est hétérozygote, et que le chat a un gène pour le groupe B (noté b) alors, la notation génétique est Ab. Ce chat hétérozygote a donc le groupe sanguin A, puisque le gène A est dominant, mais il porte aussi un gène récessif pour le groupe sanguin B dans son génome. Il ne faut pas confondre le génotype Ab avec le troisième groupe sanguin AB.
| Race                             | Fréquence groupe B (%) |
| -------------------------------- | ---------------------- |
| Chartreux (chat)                 | ≈ 44                   |
| Devon rex                        | ≈ 43                   |
| British shorthair                | ≈ 40                   |
| Sacré de Birmanie                | ≈ 22                   |
| Abyssin                          | 20                     |
| Ragdoll                          | ≈ 16                   |
| Persan                           | ≈ 11                   |
| European shorthair (Chat commun) | ≈ 9                    |
| Maine Coon                       | < 5                    |
| Norvégien                        | < 5                    |
| Manx                             | < 5                    |

La distribution et la combinaison des divers groupes sanguins dépend de la race des chats, et non de leur origine géographique,. Le chat européen European shorthair présente, d'après les études de Haarer et Grünbaum une fraction de 94,1 % du groupe sanguin A et 5,9 % du groupe B. La proportion des chats de groupe AB est inférieure à 1,0 %. Ce rapport en pourcentages des groupes sanguins A et B, avec une nette dominance numérique du groupe A a pu être confirmé par des recherches ultérieures. Des recherches ultérieures montrent aussi un taux indépendant de la géographie et très bas des chats AB sur la population de chats étudiée. 
Les races de chats peuvent être divisées en deux groupes. L'un des groupes, dans lequel figurent toutes les races « orientales », comme les siamois, les oriental shorthair, les balinais et les angoras turcs, ne présentent que le groupe sanguin A. Le deuxième groupe, auquel appartiennent les persans, les british shorthair, les abyssins et nombre d'autres races à poil court, présentent en plus les groupes sanguins B et AB en pourcentages variables.

## Origine de l’INF
La base génétique pour l'apparition de l'INF chez les chatons est la fécondation d'une chatte de groupe sanguin B (génotype bb) par un matou de groupe sanguin A. Si le matou est homozygote pour le groupe A (AA), tous les descendants ont le groupe sanguin A (génotype Ab).  Mais si le matou est hétérozygote Ab, comme la chatte est homozygote B (bb), Ab × bb, en moyenne 50 % des chatons auront le groupe A (Ab), et l'autre moitié aura le groupe B (bb), et pourra consommer sans problème le lait de leur mère. Seuls les chatons de groupe A sont menacés par l'INF. 
Le problème avec la présence d'une chatte mère de groupe B et de chatons de groupes A ou AB réside dans la présence chez la mère d’isoanticorps (également nommés alloanticorps). Ce sont des anticorps circulant dans le sang qui ne proviennent pas d'une réaction immunitaire. Depuis les recherches de Holmes en 1950, on sait que les chats possèdent ce type d'anticorps qui travaillent contre tous les antigènes de groupes sanguins autres que celui du chat propriétaire. Une chatte mère avec un groupe B a ainsi des anticorps contre l'antigène du groupe A (isoanticorps anti-A), qui passent dans le colostrum et peuvent avoir des conséquences néfastes sur les globules rouges des chatons de groupes A ou AB après absorption du colostrum. Les recherches de Haarer en Allemagne ont montré que 92,7 % des chattes de groupe sanguin B présentent des isoanticorps anti-A, tandis que 46,9 % des chattes de groupe A présentent des  isoanticorps anti-B. Selon Giger et al., seuls les puissants isoanticorps anti-A des chattes de groupe B sont responsables de l’apparition de l'INF.

## Déroulement et symptômes
Pendant la gestation, il n'y a aucun danger pour les fœtus de groupes sanguins A et AB. Ceci est relié à la faible perméabilité du placenta endothéliochorial du chat, qui n'en laisse passer que 5  à   10 %, donnant une concentration très faible et sans danger. Ceci reste vrai pour les chatons nouveau-nés jusqu'à la première tétée de colostrum. L'absorption d'isoanticorps anti-A avec le colostrum provoque une agression immunitaire subite du chaton. L'importance de cette agression dépend de la concentration en isoanticorps de la mère et de la quantité de lait prise par le chaton. L'ingestion des anticorps a lieu chez les chatons par la paroi intestinale, et ne peut se produire que dans les 16 premières heures de vie,.
On distingue pour l’INF des déroulements suraigu, aigu ou sous-clinique. Dans le déroulement suraigu, il survient dans les deux premiers jours de vie une anémie hémolytique aiguë. Les chatons meurent très vite, la plupart du temps le premier jour. Dans la variante aiguë de l’INF, les chatons présentent de la faiblesse, perdent du poids et leur développement est perturbé de plusieurs manières. En raison de la destruction des globules rouges, il survient de l'hémoglobinémie (présence d'hémoglobine libre dans le sang), puis une hémoglobinurie (excrétion d'hémoglobine par l'urine). Une jaunisse du chaton est souvent accompagnée de bilirubinémie (présence de bilirubine libre dans le sang) et de bilirubinurie (excrétion de bilirubine par l’urine). Dans le déroulement subclinique de l’INF, plus rare, il peut survenir dans la deuxième semaine de vie une nécrose du bout de la queue due à une agglutination des globules rouges et à une ischémie. Silvestre-Ferreira et Pastor rapportent des cas d'INF, qui ont conduit à la mort sans symptômes après quelques heures, et identifient l'urine de couleur brun-rouge foncé comme symptôme-clé d'une atteinte d'INF. 

## Traitement et prévention
S'il survient une tétée de colostrum par des chatons menacés des groupes A ou AB, et menant à une crise d'INF, l’importance des symptômes dépend de la concentration de l’isoanticorps chez la mère et de la quantité de lait bue par le chaton. Dès que les premiers signes de soupçon d'INF apparaissent, il faut empêcher les chatons touchés de continuer à téter du colostrum, pour maintenir la quantité d'isoanticorps aussi faible que possible. Si les premiers symptômes d'anémie apparaissent chez le chaton, on peut entreprendre un traitement par transfusion sanguine avec un concentré d'érythrocytes sans isoanticorps anti-A. En raison de la faible durée de vie des globules rouges, il faut éventuellement la répéter plusieurs fois. À cause du développement rapide de la maladie et de ses suites, il est toutefois rarement possible de poursuivre un traitement des chatons atteints d'INF.
La prévention de l’INF doit donc en recevoir une attention renforcée. En général, dans l’élevage de chats de race, chez les races en danger, il faut éviter l'accouplement de matous de groupe A avec des chattes de groupe B. Ceci nécessite une détermination préalable du groupe sanguin. Il y a à cet effet une série de divers procédés commerciaux de test, comme un test de groupe sanguin basé sur l'interaction entre les antisérums lyophilisés et l’antigène particulier (RapidVet-H Feline d'Italie). Après qu'un groupe de recherche de l'Université de Californie à Davis a pu identifier le gène du groupe sanguin, il y a en plus pour presque toutes les races de chats concernées des méthodes de test de biologie moléculaire. Il n’est plus besoin de faire de prise de sang pour prélever l'échantillon, on peut recueillir l'ADN nécessaire par un simple frottis de l’intérieur de la bouche. 
Une autre possibilité est la détermination du groupe sanguin des fœtus ou des chatons nouveau-nés par le sang de cordon ombilical. Médicalement, la première méthode est possible, mais n’est dans la pratique que rarement utilisée. Le test au moyen de sang de cordon des chatons nouveau-nés est bien plus pratique. On peut ainsi déterminer les chatons présentant les groupes A ou AB. Ceux-ci doivent être séparés pendant au moins 16 heures de leur mère et être alimentés par du lait en conserve ou du colostrum d'une chatte de groupe sanguin A. Après ce délai, l'absorption des isoanticorps anti-A par la paroi intestinale du chaton n’est plus possible, et les chatons peuvent être alors nourris sans problème par leur mère.

## Isoérythrolyse néonatale chez d'autres espèces
La problématique de l'isoérythrolyse néonatale (IN) en raison de l'incompatibilité des groupes sanguins n'apparaît pas uniquement chez les chats. Chez l'homme une maladie similaire survient déjà in utero en cas de type placentaire différent ; elle est désignée sous le nom de maladie hémolytique du nouveau-né. La cause en est généralement l’incompatibilité rhésus.
On trouve aussi une IN chez les chevaux et les bovins. Chez les chevaux, ce sont surtout les purs-sangs ou proches, ou les standardbreds qui sont touchés, avec environ 18 % des juments de ces races qui présentent une sensibilité génétique. Chez les chiens, il n'y a normalement pas d'IN, mais il y a des cas documentés à la suite de réactions de transfusion,.